# Olympische Jugend-Sommerspiele 2010/Fechten
| Fechten bei den I. Olympischen Jugend-Sommerspielen | Fechten bei den I. Olympischen Jugend-Sommerspielen |
| Olympische Ringe · Fechten                          | Olympische Ringe · Fechten                          |
| Informationen                                       | Informationen                                       |
| --------------------------------------------------- | --------------------------------------------------- |
| Teilnehmer:                                         | 78 Athleten                                         |
| Datum:                                              | 15. August–18. August                               |
| Austragungsort:                                     | International Convention Centre                     |
| Wettkampfort:                                       | Singapur                                            |
| Entscheidungen:                                     | 7                                                   |
|                                                     | Nanjing 2014 →                                      |
| Olympische Ringe                                    | Fechten                                             |

| Olympische Jugend-Sommerspiele 2010 (Medaillenspiegel Fechten) | Olympische Jugend-Sommerspiele 2010 (Medaillenspiegel Fechten) | Olympische Jugend-Sommerspiele 2010 (Medaillenspiegel Fechten) | Olympische Jugend-Sommerspiele 2010 (Medaillenspiegel Fechten) | Olympische Jugend-Sommerspiele 2010 (Medaillenspiegel Fechten) | Olympische Jugend-Sommerspiele 2010 (Medaillenspiegel Fechten) |
| Platz                                                          | Mannschaft                                                     | Goldmedaillen                                                  | Silbermedaillen                                                | Bronzemedaillen                                                | Gesamt                                                         |
| -------------------------------------------------------------- | -------------------------------------------------------------- | -------------------------------------------------------------- | -------------------------------------------------------------- | -------------------------------------------------------------- | -------------------------------------------------------------- |
| 01                                                             | Italien                                                        | 3                                                              | 2                                                              | —                                                              | 5                                                              |
| 02                                                             | Russland                                                       | 1                                                              | 1                                                              | —                                                              | 2                                                              |
| 03                                                             | Gemischte Mannschaft                                           | 1                                                              | 1                                                              | 1                                                              | 3                                                              |
| 04                                                             | Südkorea                                                       | 1                                                              | —                                                              | 1                                                              | 2                                                              |
| 05                                                             | China                                                          | 1                                                              | —                                                              | —                                                              | 1                                                              |
| 06                                                             | Vereinigte Staaten                                             | —                                                              | 2                                                              | —                                                              | 2                                                              |
| 07                                                             | Deutschland                                                    | —                                                              | 1                                                              | 2                                                              | 3                                                              |
| 08                                                             | Polen                                                          | —                                                              | —                                                              | 1                                                              | 1                                                              |
| 0                                                              | Ungarn                                                         | —                                                              | —                                                              | 1                                                              | 1                                                              |
| 0                                                              | Kanada                                                         | —                                                              | —                                                              | 1                                                              | 1                                                              |

Bei den Olympischen Jugend-Sommerspielen 2010 in Singapur wurden vom 15. bis 18. August sieben Wettbewerbe im Fechten ausgetragen.

## Jungen

### Degen
| Platz | Land | Athlet           |
| ----- | ---- | ---------------- |
| 1     | ITA  | Marco Fichera    |
| 2     | GER  | Nikolaus Bodoczi |
| 3     | CAN  | Alexandre Lyssov |

Die Wettkämpfe wurden am 16. August ausgetragen.

### Florett
| Platz | Land | Athlet              |
| ----- | ---- | ------------------- |
| 1     | ITA  | Edoardo Luperi      |
| 2     | USA  | Alexander Massialas |
| 3     | KOR  | Lee Kwang-hyun      |

Die Wettkämpfe wurden am 17. August ausgetragen.

### Säbel
| Platz | Land | Athlet          |
| ----- | ---- | --------------- |
| 1     | KOR  | Song Jong-hun   |
| 2     | ITA  | Leonardo Affede |
| 3     | GER  | Richard Hübers  |

Die Wettkämpfe wurden am 15. August ausgetragen.

## Mädchen

### Degen
| Platz | Land | Athletin          |
| ----- | ---- | ----------------- |
| 1     | CHN  | Sheng Lin         |
| 2     | ITA  | Alberta Santuccio |
| 3     | POL  | Martyna Swatowska |

Die Wettkämpfe wurden am 17. August ausgetragen.
 Pauline Brunner schied im Achtelfinale aus und belegte mit 7 anderen Sportlern den 9. Platz.

### Florett
| Platz | Land | Athletin            |
| ----- | ---- | ------------------- |
| 1     | ITA  | Camilla Mancini     |
| 2     | RUS  | Wiktorija Alexejewa |
| 3     | HUN  | Dóra Lupkovics      |

Die Wettkämpfe wurden am 17. August ausgetragen.

### Säbel
| Platz | Land | Athletin      |
| ----- | ---- | ------------- |
| 1     | RUS  | Jana Jegorjan |
| 2     | USA  | Celina Merza  |
| 3     | GER  | Anja Musch    |

Die Wettkämpfe wurden am 16. August ausgetragen.

## Gemischtes Team
| Platz | Land                 | Athleten |
| ----- | -------------------- | --- |
| 1     | Gemischte Mannschaft | Säbel: Jana Jegorjan ( RUS) Leonardo Affede ( ITA) Degen: Marco Fichera ( ITA) Alberta Santuccio ( ITA) Florett: Camilla Mancini ( ITA) Edoardo Luperi ( ITA)          |
| 2     | Gemischte Mannschaft | Säbel: Anja Musch ( GER) Richard Hübers ( GER) Degen Nikolaus Bodoczi ( GER) Martyna Swatowska ( POL) Florett: Wiktorija Alexejewa ( RUS) Burak Babaoğlu Tevfik ( TUR) |
| 3     | Gemischte Mannschaft | Säbel: Celina Merza ( USA) Will Spear ( USA) Degen: Alexandre Lyssov ( CAN) Katharine Holmes ( USA) Florett: Alanna Goldie ( CAN) Alexander Massialas ( USA)           |

Die Wettkämpfe wurden am 18. August ausgetragen.